# Epithalassius stackelbergi
Epithalassius stackelbergi är en tvåvingeart som beskrevs av Besovski 1966. Epithalassius stackelbergi ingår i släktet Epithalassius och familjen styltflugor. Inga underarter finns listade i Catalogue of Life.